# ノミ
ノミ（蚤）とは、節足動物門昆虫綱ノミ目（隠翅目）に属する昆虫の総称。シラミとともに、代表的な外部寄生昆虫に数えられる。

## 概要
体長は1mm以下～9mm程度の小さな虫で、世界各地に分布する。世界で16科約200属約1,800種が記載されており、その全ての成虫が哺乳類など恒温動物の体表に棲み、吸血して生活する(蚊と異なりオスもメスも吸血する)。ヒトにも寄生するノミとしてヒトノミがいるが、日本では衛生状態の向上によって滅多に見られなくなった。犬や猫には、ネコノミやイヌノミなどが寄生しており、これらの種もヒトに寄生して吸血することがある。ヒト以外の哺乳類や鳥類には様々な種のノミが寄生する。建造物に作られたツバメ類の巣には多くのノミが生息する。日本ではツバメ、ネズミ、エゾモモンガのノミがヒトを刺した事例が報告されている。

### 由来
日本語名の「ノミ」は、人間の血を飲むことから「飲む」の訛り、または、よく跳ぶことから「跳び」の訛りといわれる。漢字の「蚤」は、「掻きたくなる痒い虫」という意味。学名の"Siphonaptera"は、「サイフォン（siphon）」と「翅がない（aptera）」からで、口がサイフォンに似ていることと成虫になっても翅がないことによる。

### 系統分類
系統的にはシリアゲムシ目に近縁とされ、DNAを用いた系統解析からはユキシリアゲムシ科と最も近縁で、ノミ目とユキシリアゲムシ科を合わせた群に南半球固有のシリアゲムシ類であるNannochoristidae科を加えた系統が、他のシリアゲムシ目諸科の姉妹群になるとの研究がある。これによると、ノミ目は従来のシリアゲムシ目のうち、寄生生活に特化した一群であり、ノミ類のみを独立の目として扱うのは不都合ということになる。また、ノミ目自体は単系統の一群と見なされるが、旧来の諸科は人為分類的な多系統群や側系統群であり、見直しが必要とされる。

### 形態
成虫は、左右に扁平な体型で、宿主の体毛の中を動きやすいように流線型の体をしている。これは同じ外部寄生性のシラミやハジラミが背腹に扁平なのと好対照をなす。体長は1mm～9mmで、体色は褐色または黒褐色で、かたい体表に感覚毛をもつ。単眼はなく、複眼のみ。体長はメスの方が大きい。なお、雌の方が雄より大きい昆虫は、ノミ以外にも多く存在する。
口器は細長い口吻を有し、吸血に適した針のような形をしている。体毛の中では移動の妨げになる翅が退化したため、飛行能力はない。それに代わって、発達した後脚とそれに裏打ちされた非常に高い脚力を持ち、体長の60倍の高さ、100倍の距離の跳躍をすることが出来る。だが、寄生対象へ飛び付くことのみを前提とした跳躍を行い、少しでもしがみつきやすいよう、各脚をバラバラに向けての前転跳びとなるため、着地は非常に不安定である（なお、ノミは外骨格かつ非常に体重が少ないため着地の衝撃は少なく、たとえ頭から落ちてもほとんど損傷を受けない）。これはまた、しばしば、人間換算では数百メートル跳べるという表現があるが、体重を無視していることに留意する必要がある。その脚力のため体重の数百倍の重量物を引っ張ることができ、下記の「蚤のサーカス」はそれを利用したものである。

### 習性
双翅目の蚊や虻などと同様、二酸化炭素を感知して寄主を探す。寄主が死ぬと、新たな寄主を探して移動する。通常、飢餓耐性を有するため、寄主から脱落しても生きていられるが、新たな寄主に寄生できないと、数日で死んでしまう。ノミ類は運動能力が高く、容易く宿主を離れる。また、シラミ類と異なり、寄主を厳格に選ばない。ペストを媒介するのはネズミのノミだが、人間の血も吸うために病気の媒介が行われる。しかし、全く宿主を選ばないわけではなく、例えば、ネズミノミは人の血を吸うこともあるが、ネズミの血を吸った場合にだけ産卵することが知られている。

### 生活史

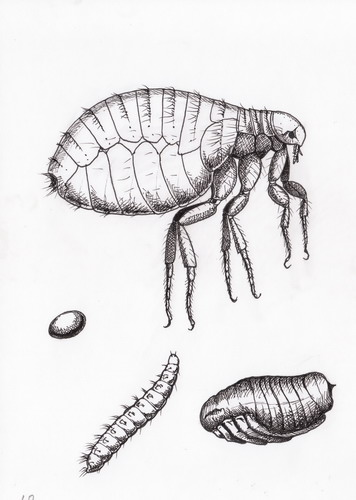
ヒトノミの成虫・卵・幼虫・蛹

ノミは、完全変態の昆虫である。

#### 卵
楕円形の粘着性のない卵で、動物の巣や地上に落下。湿度が低いと孵化できずに死んでしまう。

#### 幼虫
細長い蛆状。成虫の糞や動物の体表から脱落した有機物を食べて育つ。幼虫期間は1～2週間程度で、3齢を経て蛹になる。

#### 蛹
3齢幼虫は糸を吐いて繭を作り、その中で蛹になる。ヒトや動物が近くに来るのを待ち構え、気配を察知するとすばやく羽化し成虫となり、飛び移って吸血を始める。

#### 成虫
成虫は寄主に寄生してから、8時間以内に吸血を行なった後、24時間以内に交尾して48時間以内に産卵を始める。交尾した雌成虫は1日平均20～50個の卵を産卵する。成虫期間は2～4週間程度である。

## 病気の媒介としてのノミ
しばしば、ノミは系統の離れた寄主に容易に移行することが多いため、宿主範囲は広範である。通常、1種の寄主に数種のノミが寄生するため、ペストをはじめとする人畜共通の伝染病の媒介者としても悪名高い。また、旧日本軍の731部隊はこの性質を兵器に利用した。

## ノミとシラミの相違点
両者ともに、寄生性を発達させた結果、二次的に翅が退化したもので、その祖先には翅があったと考えられている。
しかし、ノミ類は蛹を経る完全変態の長翅目（シリアゲムシ目）の一部が寄生性を発達させた系統であると考えられているのに対し、シラミは蛹を経ない不完全変態の昆虫である咀顎目に属し、系統的には大きく異なる。

## ノミと文化

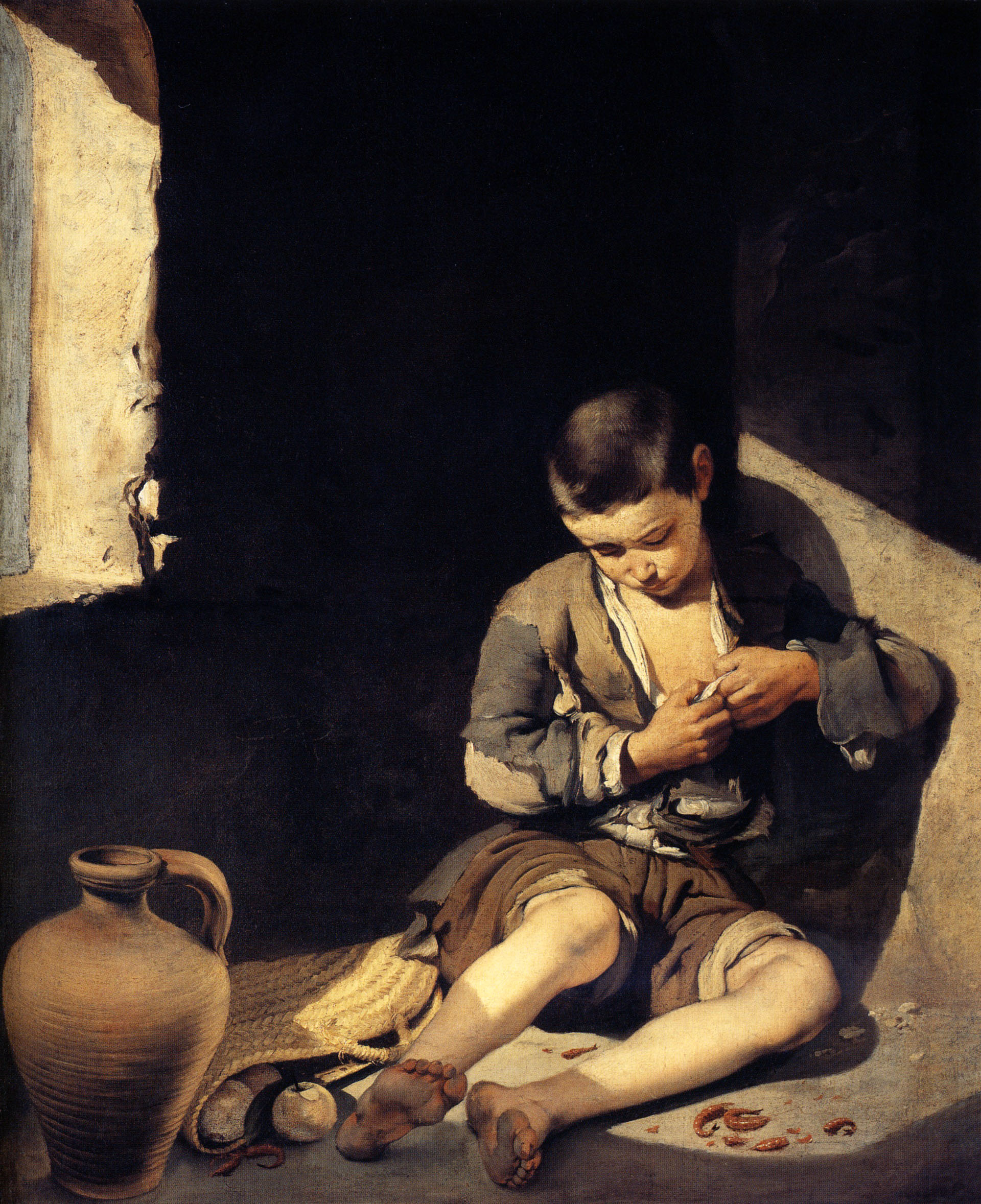
ムリーリョ『物乞いの少年』／スペインはセビリアの画家による1645-1650年頃の油彩画。別名『蚤をとる少年』

### 「蚤」の付く言葉

#### 蚤のサーカス
ノミは、無脊椎動物で唯一の芸をする動物でもある。20世紀初頭までは実際にノミのサーカスというものが存在した。芸としては紙で作った円錐形のスカートをノミに履かせ（実際には被せる）、号令をかけるとぴょんぴょん翔びはねるのを踊っているといって喜んだり、ノミに比べるととても大きなローラーを引っ張らせる、などがあった。
実際にはノミを使わない、パントマイム的な舞台芸としてのノミのサーカスもある。チャールズ・チャップリンは映画『ライムライト』の中で、ノミに命令して片手から片手へとジャンプさせる（実際にはその軌跡を目で追ってみせる）という芸を演じた。

#### 蚤の市
ヨーロッパの大都市の各地で春から夏にかけて、教会や市庁舎前の広場などで開かれる古物市。もともと、ノミのわいたような古着が主な商品として扱われていたことに由来するとか、ノミのようにどこからともなく人や物がわき出てくる様子を表現したなど言われているが、語源は定かではない。一般的には英訳して「フリーマーケット」と呼ばれている。

#### 蚤取菊
蚤取り粉（殺蚤剤）の原料とすることから、キク科の多年草である除虫菊（シロバナムシヨケギク）の別名として用いられてきた。

#### 蚤の衾
ナデシコ科の越年草にノミノフスマがある。水田などの水辺に群生する雑草で、高さは5ないし15センチメートル。昔から、これを蚤の夜具に見立てたことから、「蚤の衾（のみのふすま）」という名がついた。ちなみに別属ながら同じくナデシコ科の雑草にノミノツヅリがある。さらに小さく短い葉をノミの衣服に見立てたものとされる。

### 慣用句
- 蚤の心臓
- 蚤取りまなこ
- 蚤の皮をはぐ
- 蚤にも食わさぬ
- 蚤の小便、蚊の涙
- 蚤の息も天に上がる

### 俳句・短歌
- のみしらみ　馬の尿する　枕もと（松尾芭蕉）
- 蚤虱　音に鳴く秋の　虫ならば　わが懐は　武蔵野の原（良寛）
- 蚤焼いて　日和占う　山家かな（小林一茶）
- よい日やら　蚤が跳ねるぞ　踊るぞや（小林一茶）

### 楽曲
ゲーテ作「ファウスト」の劇中歌に登場する。メフィストフェレスは、王様に寵愛されたノミにまつわる歌を歌い、権力者に媚びへつらう姿勢をファウストの取り巻きに見立てて揶揄する。何人かの作曲家によって曲がつけられているが、特に、ムソルグスキーのそれがよく知られる。曲中に笑い声が取り入れられているのでも有名。
また「Yankee Doodle」の日本語詞「アルプス一万尺」の第2節でも「ノミが富士山に登る夢を見た」という内容の歌詞になっている。
日本では「猫踏んじゃった」という曲名で知られる楽曲はドイツとベルギーでは「ノミのワルツ」、オランダとルクセンブルクでは「ノミのマーチ」という曲名である。
ドイツで人気を博した3人組バンド、フリッパーズの代表曲に「僕の心の小さなノミ（Der kleine Floh in meinem Herzen）」という曲がある。また、この曲ではイントロ、間奏、アウトロに「ノミのワルツ」のメロディーが引用されている。
ジャズのビッグバンド、カウントベイシー楽団が「マジックフリー（Magic flea）」というアップテンポな曲を出している。